# Премія Тихо Браге
Премія Тихо Браге (англ. Tycho Brahe Prize) присуджується Європейським астрономічним товариством щорічно починаючи з 2008 року на знак визнання піонерських розробок або піонерського використання європейських астрономічних інструментів, а також великих відкриттів, переважно зроблених на європейських інструментах.

## Лауреати премії Тихо Браге
Нижче наведено список лауреатів премії Тихо Браге. Значком  відмічені лауреати Нобелівської премії з фізики.
| Рік  | Ім'я                      | Досягнення |
| ---- | ------------------------- | --- |
| 2008 | Горан Шармер              | Він є одним із провідних фізиків Сонця з визначним досвідом у розвитку наземних спостережень Сонця. |
| 2009 | Франсуаза Комб            | Вона виконала фундаментальну роботу в області динаміки галактик, міжзоряного середовища в позагалактичних системах, молекулярних ліній поглинання в міжгалактичному середовищі та темної матерії у Всесвіті.                                                                            |
| 2010 | Реймонд Вілсон            | Його глибокі теоретичні та практичні знання оптики та його бачення прагнення до оптичної досконалості привели його до концепції активної оптики, яка миттєво змінила світ великих телескопів: жоден великий телескоп більше не буде побудований без активної оптики.                    |
| 2011 | Майкл Перріман            | За його вирішальну роль у сприянні високоточній глобальній зоряній астрометрії з космосу, зокрема в розробці місії Гіппаркос. |
| 2012 | Райнгард Ґенцель          | На знак визнання його видатного внеску в європейську астрономію ближнього інфрачервоного діапазону шляхом розробки складних приладів і за новаторську роботу в галактичній і позагалактичній астрономії, яка привела до найкращих на сьогодні доказів існування чорних дір.             |
| 2013 | Массімо Таренгі           | На знак визнання його центральної ролі в розвитку об’єктів Європейської південної обсерваторії, що призвело до провідної ролі Європи в наземній астрономії. |
| 2014 | Антуан Еміль Анрі Лабейрі | На знак визнання його інноваційних концепцій і винаходів, які зараз широко використовуються в сучасних оптичних спостереженнях з високою кутовою роздільною здатністю |
| 2015 | Мішель Майор              | На знак визнання розвитку інструментів, яке призвело до відкриття першої позасонячної планети, що обертається навколо зорі сонячного типу, і до його провідної ролі в цій галузі протягом останніх двадцяти років                                                                       |
| 2016 | Йоахім Трюмпер            | На знак визнання його далекоглядного розвитку рентгенівського обладнання, від експериментів на повітряних кулях і відкриття циклотронних ліній, що дозволяють дослідити магнітне поле нейтронних зір, до його керування та активної наукової ролі в місії ROSAT.                        |
| 2017 | Бернар Делабр             | На знак визнання його провідної ролі в оптичному проєктуванні астрономічних телескопів, камер і спектрографів за останні 40 років. |
| 2018 | Анджей Удальський         | На знак визнання його ролі як рушійної сили OGLE, одного з найуспішніших і найтриваліших досліджень змінності небесних об'єктів, які будь-коли проводилися. OGLE справив значний вплив на багато областей сучасної астрофізики.                                                         |
| 2019 | Гуї Моне                  | За фундаментальний внесок у розробку та впровадження тривимірної спектроскопії на оптичних та інфрачервоних телескопах, а також за його керівництво міжнародними інструментальними астрономічними програмами.                                                                           |
| 2020 | Стефано Вітале            | За керівництво місією LISA Pathfinder, яка з надзвичайною точністю продемонструвала технологію, необхідну для майбутньої космічного лазерного інтерферометра LISA, основною метою якого є спостереження низькочастотних гравітаційних хвиль у космосі.                                  |
| 2021 | Френк Айзенгауер          | За його керівництво інструментами SINFONI та GRAVITY на Дуже великому телескопі Європейської південної обсерваторії, які зробили революцію у вивченні екзопланет, надмасивних чорних дір і галактик з активним зореутворенням у ранньому Всесвіті.                                      |
| 2022 | Жан-Люк Старк             | За розробку нових методів астростатистики та інструментів аналізу з відкритим кодом, які дозволили оптимально використовувати астрономічні дані, отримані з європейських космічних і наземних приладів, що призвело до важливих відкриттів у позагалактичній астрофізиці та космології. |
| 2023 | Антон Цензус              | За значні досягнення в інтерферометрії з наддовгою базою, які привели до перших зображень тіні чорних дір у галактиці M87 і в центрі нашої галактики. |
| 2024 | Франческо Пепе            | За розробку та використання надстабільних спектрографів високої роздільної здатності, які зробили революцію у виявленні та описі екзопланет малих мас. |